# Kamelancien
Kamel Jdainy (* 13. Mai 1980), alias Kamelancien, ist ein französischer Rapper mit marokkanischen Wurzeln.

## Biografie
Kamelancien wuchs in Le Kremlin-Bicêtre in der Pariser Banlieue auf. 1993 begann er seine ersten Raperfahrungen mit der Crew Main de Maître.
Im Jahre 2003 kam Kamelancien zum ersten Mal in die Öffentlichkeit. Mit Ikbal (der Bruder von Rohff) und anderen Rappern aus dem Département Val-de-Marne konnte er einen Track auf dem Projekt Talents Fâchés mit dem Titel Rap 2 Bin Laden platzieren.
Rohff hatte Gefallen an Kamelanciens Rapstil und forderte ihn auf, bei Projekten von namhaften Rappern wie Sefyu, Alibi Montana und anderen aufzutreten. Zu dieser Zeit unterstützte  Rohff seinen damaligen Schützling und wollte mit ihm und Kalusha ein Album im Crewformat aufnehmen. Mit T'ikiet war der Name der Crew bereits ausgesucht. Das Album wurde nie veröffentlicht.
2006 veröffentlichte er seine Street-CD mit Zusammenfassung seiner Karriere. Die Street-CD beinhaltete 40 Lieder und war die Vorbereitung für sein erstes Album.
Am 5. Februar 2007 veröffentlichte Kamelancien über Nouvelle Donne Music das Album Le Charme en personne. Trotz des Boykotts mehrerer Radiostationen wurde es über 25.000-mal verkauft. Gastparts gab es auf der Re-Version die Ende Oktober 2007 erschien. Unter anderem gab es vier neue Stücke, eines davon mit Kerry James und eine Live-DVD.
Am 16. Juni 2008 erschien sein zweites Album mit dem Titel Le Frisson de la vérité, in dem viele Featurings mit Künstlern wie Zaho, Leslie, Kery James, Cheb Tarik, Jango Jack u. a. darauf sind.
Am 16. März 2009 erschien Le deuxieme Frisson de la vérité, eine Neuauflage des zweiten Albums mit Bonus-DVD. Auch ein Remix des Featurings mit Zaho findet sich auf der Re-Version.

## Diskografie
- 2006: Ghettographie (Mixtape)
- 2007: Le Charme en personne
- 2008: Le Frisson de la vérité
- 2009: Le 2ème frisson de la vérité
- 2009: Ghettographie 2 (Mixtape)
- 2013: Coupé du monde
- 2015: Le cœur ne ment pas